# Mięsień uszny przedni
Mięsień uszny przedni (łac. musculus auricularis anterior) – w anatomii człowieka parzysty, trójkątny, płaski mięsień wyrazowy głowy, należący do mięśni małżowiny usznej. Zaczyna się w czepcu ścięgnistym i blaszce powierzchownej powięzi skroniowej, następnie biegnie skośnie do tyłu i w dół, kończąc się na przednim brzegu małżowiny usznej (na końcu obrąbka). Unerwiony jest przez gałązki skroniowe nerwu twarzowego. Jest mięśniem szczątkowym, zmiennym, słabym i bez większego znaczenia czynnościowego (może pociągać ucho do góry i do przodu).